# Raphael Eglin

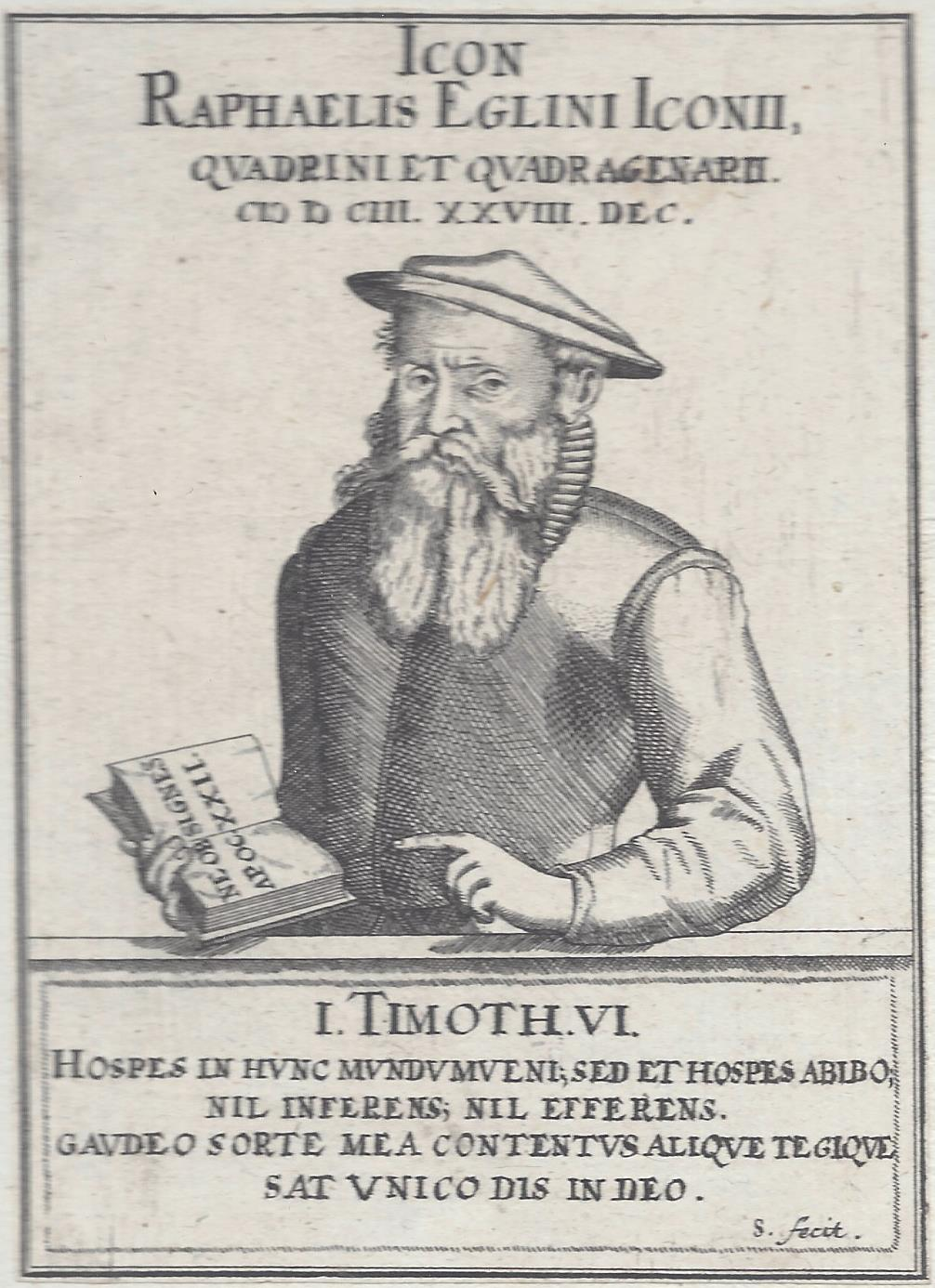
Monogrammist S: Raphael Eglin, 1603

Raphael Eglin, latinisiert Eglinus (* 28. Dezember 1559 in Russikon, Kanton Zürich; † 20. August 1622 in Marburg), war ein Schweizer reformierter Theologe und Alchemist.

## Leben und Wirken
Eglin war der Sohn eines Predigers in Zürich, ging in Chur und Chiavenna zur Schule und studierte in Genf bei Théodore de Bèze und in Basel bei Johann Jakob Grynaeus. Nach dem Studium war er Lehrer in Sonders im Veltlin, bis er 1586 durch die Gegenreformation vertrieben wurde. Dann war er Lehrer in Winterthur und ab 1588 am Alumnat in Zürich. Später war er Professor für Theologie, Diakon und Archidiakon am Grossmünster in Zürich. 1983 heiratete er Susanna Schmid, die Tochter des Oberwinterthurer Pfarrers Sebastian Schmid.
Er war ein Anhänger der Rosenkreuzer und Alchemie, ausgehend von einer Beschäftigung mit der Apokalypse. Für seine alchemistischen Experimente verschuldete er sich und musste 1601 Zürich fluchtartig verlassen. Seine Freunde verhalfen ihm zu einem ehrenhaften Abschied in Zürich, und er ging nach Kassel, wo ihn Landgraf Moritz als Freund der Alchemie unterstützte. Er wurde Lehrer in Kassel und 1606 Theologieprofessor in Marburg. Der Landgraf kaufte ihm sein alchemistisches Labor ab und stand mit ihm in Briefwechsel. 1607 wurde er in Theologie promoviert und 1614 Hofprediger in Marburg.
Neben theologischen Schriften (unter Raphael Eglinus Iconius veröffentlicht) veröffentlichte er 1609 ein Buch über Giordano Bruno, 1618 über die Rosenkreuzer und außerdem 1611 eine Prophezeiung (Prophetia halieutica) über 1598 in Norwegen gefangene Heringe, die nach Eglin Geheimnisse der Offenbarung preisgaben. Solche Heringsprophezeiungen waren damals populär (sie erschienen schon 1587) und betrafen angeblich in den Fischen gefundene geschriebene Botschaften.
Als Alchemist publizierte er als Nicolaus Niger Hapelius (ein Anagramm von Raphael Eglinus Iconius, auch Happelius). Mehrere dieser Schriften sind im Theatrum Chemicum abgedruckt.
Nachkommen sind Commerzienrat Gustav Jung und Friedrich Schmidt-Ott.

## Schriften
- Prophetia Halieutica nova et admiranda, ad Danielis et sacrae apocalypseos calculum chronographicum, divina ope nunc primum in lucem productum, revocata (deutsch: Newe Meerwunderische Prophecey, auff Danielis und der Offenbarung Johannis Zeytrechnung), Zürich, 1598
- Chemisches Handbüchlein, in: Zusammengesetzte Handschrift: Paracelsus, Isaac Hollandus, Alexander von Suchten, Raphael Egli: Chemische und medizinische Rezepte. Zaubersprüche und Curiosa
- Disquisitio de Helia Artista, Marburg 1608
- Genealogia Dn. N. Jesu Christi, Ex Regia Davidis Stirpe Secundum Promissionem Per Solomonis Lineam rectam evidenter & solide, previis solis S. Literis, deducta, Marpurgi Cattorum : Ketzel, 1608 (Digitalisat)